# اریک فلایم
اریک فلایم (انگلیسی: Eric Flaim؛ زادهٔ march ۹, ۱۹۶۷ (۵۸ سال)) ورزشکار اسکیت سرعت مسیر کوتاه اهل ایالات متحده آمریکا است.